# Dötk, Zala
Dötk  este un sat în districtul Zalaszentgrót, județul Zala, Ungaria, având o populație de 27 de locuitori (2011). 

## Demografie
Componența etnică a satului Dötk
     Maghiari (100%)
Componența confesională a satului Dötk
     Romano-catolici (59,26%)
     Necunoscută (40,74%)
Conform recensământului din 2011, satul Dötk avea 27 de locuitori. Din punct de vedere etnic, majoritatea locuitorilor (100,0%) erau maghiari.  Din punct de vedere confesional, majoritatea locuitorilor (59,26%) erau romano-catolici. Pentru 40,74% din locuitori nu este cunoscută apartenența confesională.